# Giornata della lingua araba nelle Nazioni Unite
La giornata della lingua araba nelle Nazioni Unite è una ricorrenza istituita dal Dipartimento dell'informazione pubblica delle Nazioni Unite nel 2010 «per celebrare il multilinguismo e la diversità culturale, nonché promuovere la parità di utilizzo di tutte e sei le sue lingue di lavoro ufficiali in tutta l'Organizzazione».
Si celebra il 18 dicembre, data scelta perché è il giorno in cui, il 18 dicembre 1973, l'Assemblea Generale adottò la lingua araba come la sesta lingua ufficiale delle Nazioni Unite.
La ricorrenza si celebra nelle Nazioni Unite e nei paesi di lingua araba per valorizzare la lingua e la cultura araba nel mondo.